# سبدنشین سقطرا
سبدنشین سقطرا (نام علمی: Cisticola haesitatus) نام یک گونه از سرده سبدنشین است.